# NGC 5696
NGC 5696 este o hi (21cm) source⁠(d) situată în constelația Boarul. A fost descoperită în 18 martie 1787 de către William Herschel. Se află la o distanță de 96,38 de megaparseci de Pământ.